# 95760 Protezionecivile
95760 Protezionecivile este o planetă minoră (asteroid), cu un diametru de 1,677 km, din centura de asteroizi. A fost descoperită pe 9 martie 2003 la  de  și a fost numită după dipartimento della Protezione Civile⁠(d). 
Obiectul prezintă o orbită caracterizată de o semiaxă mare de 2,3480352799191 UAi, o excentricitate de 0,1477312616553, o înclinație de 8,8982067929261 ° în raport cu ecliptica.